# John Briggs (politico)
John Vern Briggs (Mitchell, 8 marzo 1930 – Placerville, 15 aprile 2020) è stato un politico e militare statunitense.

## Biografia
Briggs è nato a Mitchell, nel Dakota del Sud e si è trasferito in California nel 1935. Dopo il liceo e il college ha prestato servizio nella United States Air Force dal 1947 al 1951, partecipando alla guerra di Corea.
Dopo un periodo nell'Air Force, Briggs prestò servizio nella United States Navy Reserve. Ha sposato Carmen Nicasio e ha avuto tre figli. Dopo il servizio militare, ha avviato un'attività di intermediario assicurativo.
Briggs è noto soprattutto per aver promosso, nel 1978, la Proposition 6, nota anche come Briggs Initiative, un'iniziativa che voleva vietare a gay e lesbiche di lavorare nelle scuole pubbliche della California.